# Peace River
De Peace is een 1.923 kilometer lange rivier in Canada die ontspringt in de Canadese Rocky Mountains in het noorden van Brits-Columbia en naar het noordoosten stroomt door Alberta. De rivier werd vernoemd naar een belangrijke vrede tussen de Danezaa en Cree die in 1781 gesloten werd na decennia van vijandigheden. Hierbij werd de Peace River de grens tussen de Danezaa in het noorden en de Cree in het zuiden.
De Peace River ontstaat uit de samenvloeiing van de Finlay en de Parsnip River. Na 1923 kilometer vormt de Peace River samen met de Athabasca de Slave River. Deze laatste mondt samen met enkele andere rivieren uit in het Great Slave Lake, vanwaaruit de Mackenzie ontstaat. De Finlay wordt als de bron van de Mackenzie gezien, zodat de gecombineerde Finlay-Peace-Slave-Mackenzie de langste rivier van Canada is en de dertiende langste rivier van de wereld.

## Geschiedenis
In 1794 werd een bonthandelspost gebouwd langs de Peace bij het huidige Fort St. John. Dit was de allereerste niet-Indiaanse nederzetting op het vasteland van Brits-Columbia.

## Loop
De samenvloeiing van de Finlay en de Parsnip River is onderwater gelopen bij het ontstaan van het Williston Lake, een groot stuwmeer achter de Bennettdam nabij Hudson's Hope. Deze samenvloeiing ligt in de Rocky Mountain Trench, een brede vallei die parallel loopt aan de Canadese Rockies (aan de westelijke zijde ervan). De Peace is de enige rivier die dwars door Rocky Mountains stroomt. Ten noorden van de Peace liggen de Muskwa Ranges, ten zuiden ervan liggen de Hart Ranges. Tezamen vormen zij de Noordelijke Canadese Rockies. Aan de oostzijde van de Rockies ligt de Benettdam, de stuwdam die het Williston Lake deed ontstaan.
Daarna vloeit de rivier oostelijk om in de buurt van Peace River Crossing geleidelijk naar het noorden te draaien. Meer dan 200 kilometer verder draait de rivier terug langzaam naar het oosten te draaien. Uiteindelijk mondt de rivier uit in de Slave.
- Gemeinsame Normdatei: 4574072-0
- Library of Congress Control Number: sh85098956
- Nationale Bibliotheek van Israël: 987007531456905171
- Virtual International Authority File: 1144898452250290973